# Champagne Binet
La casa di champagne Binet viene fondata a Reims nel 1849 da Louis Binet. Nel 1865 inizia la produzione dello champagne Cuvée Médaillon Rouge. Nel 1872, alla morte di Louis Binet, è la moglie Catherine a guidare la Binet Fils & Co.. Nel 1876, in seguito alla morte di Jean-Baptiste Binet, figlio di Catherine, l'azienda prenderà il nome di Veuve Binet Fils & Co. e lo manterrà fino al 1910.
Prima degli anni '30 il genero di Jean-Baptiste, Armand Walfard-Binet, assumerà la guida della casa. Nel 1881 Walfard-Binet aveva inventato un metodo per servire lo champagne, che consisteva nell'immersione del collo della bottiglia in una soluzione rinfrescante affinché, all'apertura del tappo, venisse espulso il sedimento. Il processo, brevettato dalla Binet, è ancora oggi il più utilizzato dalle case produttrici di champagne.

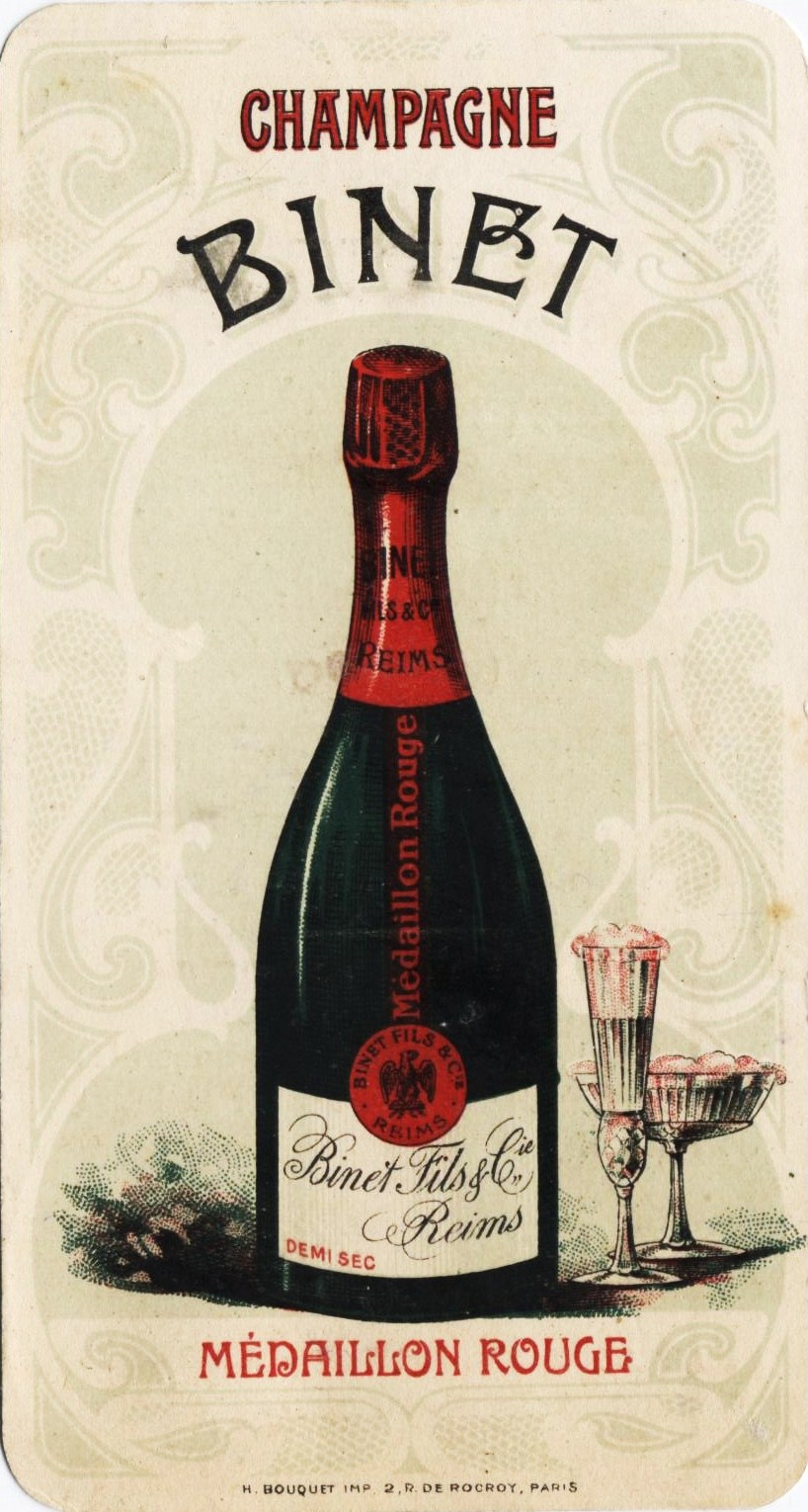
1865

Nel 1882 la Veuve Binet Fils & Co. è promotrice della creazione, a Reims, della prima associazione per il commercio dei vini della Champagne (Syndicat du Commerce des Vins de Champagne) con l'obiettivo di proteggere la denominazione di origine Champagne. In seguito, tale associazione diventerà Syndicat des Grandes Marques de Champagne e, nel 1989, si trasformerà in Union des Maisons de Champagne.
Nel 1886 l'azienda inaugura un nuovo stabilimento. Promotore dell'iniziativa è sempre Armand Walfard-Binet. Attualmente tale stabilimento fa parte dei monumenti storici tutelati dalla città di Reims. Nel 1899, durante l'Esposizione universale di Parigi, la Binet, come membro del Syndicat du Commerce des Vins de Champagne, promuove la creazione di un padiglione chiamato "Palais du Champagne", decorato in stile rococò e progettato dagli architetti Armand Bègue ed Ernest Kalas.
Nel 1902 la Binet inizia una collaborazione con Berry Bros. & Rudd, noti commercianti di vini londinesi e nel 1928 inaugura una nuova sede, sempre a Reims. Nel 1936 il famoso transatlantico RMS Queen Mary della Cunard Line salpa da Southampton per il suo viaggio inaugurale verso New York con a bordo una fornitura dei più pregiati champagne della casa vinicola di Reims. Il rapporto tra la Binet e la Cunard Line durerà a lungo.
Nel 1985 la Binet viene acquistata dalla famiglia Frey, anch'essa di Reims e proprietaria di alcuni dei più grandi vini Champagne e Bordeaux. Nel 1997, durante il recupero di un relitto di una nave chiamata "Volturnus", che era affondata nel Mar Baltico ottant'anni prima, vengono recuperate intatte nove bottiglie di champagne Binet Fils & Co. - 1911.